# Lucie Odier
Lucie Odier (* 7. September 1886 in Genf; † 6. Dezember 1984 ebenda) war eine Schweizer Krankenschwester aus einer prominenten Genfer Patrizierfamilie. 1930 wurde sie in die Versammlung des Internationalen Komitees vom Roten Kreuz (IKRK) gewählt. Odier war damit erst das vierte weibliche Mitglied des Leitungsgremiums in der Geschichte des IKRK. Durch ihr Engagement trug sie dazu bei, der Gleichberechtigung aller Geschlechter in der Organisation – die ihrerseits historisch eine Pionierin des humanitären Völkerrechts ist – den Weg zu ebnen.
Während der nationalsozialistischen Terrorherrschaft in Deutschland und insbesondere während des Zweiten Weltkrieges war Odier als Expertin für internierte Zivilisten eine der Stimmen, die sich innerhalb der IKRK-Führung für eine entschiedene Haltung gegenüber dem NS-Regime und schliesslich zu einer öffentlichen Verurteilung von dessen System der Konzentrations- und Vernichtungslager einsetzten.
Nach ihrem altersbedingten Rücktritt als Mitglied 1961 wurde sie zur ersten Ehrenvizepräsidentin des IKRK ernannt.

## Leben

### Familiärer Hintergrund und Ausbildung

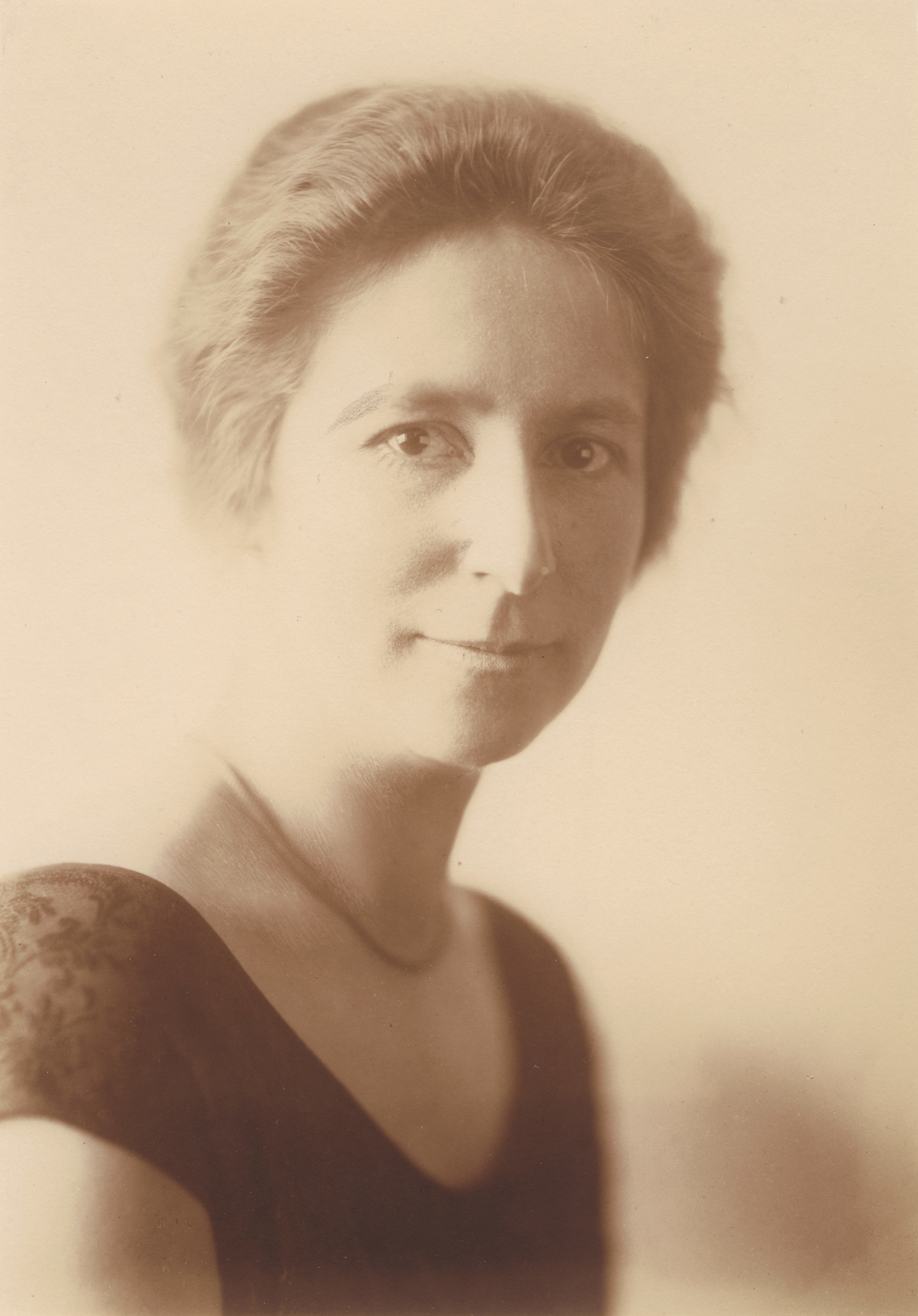
Undatiertes Foto, wahrscheinlich aus den 1920er Jahren (aus den audiovisuellen Sammlungen des IKRK-Archivs)

Odier stammte väterlicherseits aus einer Hugenotten-Familie, die zuvor in Pont-en-Royans in der südostfranzösischen Region Dauphiné ansässig war, einem Zentrum des Protestantismus im 16. Jahrhundert. Als Ludwig XIV. 1685 das Edikt von Nantes aufhob, das den Hugenotten seit 1598 religiöse Toleranz und Bürgerrechte gewährt hatte, flohen in den darauf folgenden Jahren rund 20.000 Protestantinnen und Protestanten aus der Dauphiné. Unter ihnen war auch Antoine Odier, Lucie Odiers Ur-Ur-Ur-Großvater. Noch im Teenageralter erwarb er 1714 das Bürgerrecht der Republik und des Kantons Genf, wo er eine Karriere als Händler einschlug. Einige seiner Nachfahren wurden Politiker, so auch Lucies Onkel Édouard Odier (1844–1919), der unter anderem als Abgeordneter in den kantonalen Grossen Rat, den Ständerat und den Nationalrat gewählt wurde.
Lucie Odiers Vater war Albert Octave Odier (1845–1928), der als Bauingenieur zunächst für die Westschweizerische Bahnen (Chemins de fer de la Suisse Occidentale) tätig war und dann eine leitende Position im Genfer Bauamt einnahm. Dort zeichnete er unter anderem verantwortlich für den Neubau mehrerer Brücken, die die Ufer der Rhone mit der Île de Genève und der Île Rousseau verbinden und noch heute Wahrzeichen der Stadt sind. Lucies Mutter Camille Jeanne Louise Chaponnière (1856–1927) kam aus Marseille, wo Lucies Genfer Grossvater als Händler und Richter am Handelsgericht tätig war. Lucie war das fünfte der sieben Kinder von Albert und Camille Odier. Sie wurde in die patrizische Klasse geboren, die sich zum Ende des 19. Jahrhunderts dem Bankwesen und der Philanthropie zuwandte, nachdem sie die absolute Kontrolle über die wichtigsten öffentlichen Ämter von Stadt und Kanton verloren hatte.
Die Familie Odier spielte (und spielt bis heute) eine zentrale Rolle im Genfer Finanzsektor, vor allem über Heiratsverbindungen mit anderen Patrizierfamilien und insbesondere durch die Teilhaberschaft von Charles Odier (1804–1881) an der Bank Lombard, Bonna & Cie in 1830. Diese firmiert seit 2002 als Bank Lombard Odier & Co und ist einer der grössten Akteure im Schweizer Bankwesen. Auf der anderen Seite wählten viele Familienmitglieder eine Laufbahn als Ärzte und Krankenpflegekräfte. Lucie Odier folgte jener Traditionslinie und erlangte ihr Diplom als Krankenschwester im Jahr 1914 an der Schule der Samariter (Ersthelfer).

### Erster Weltkrieg

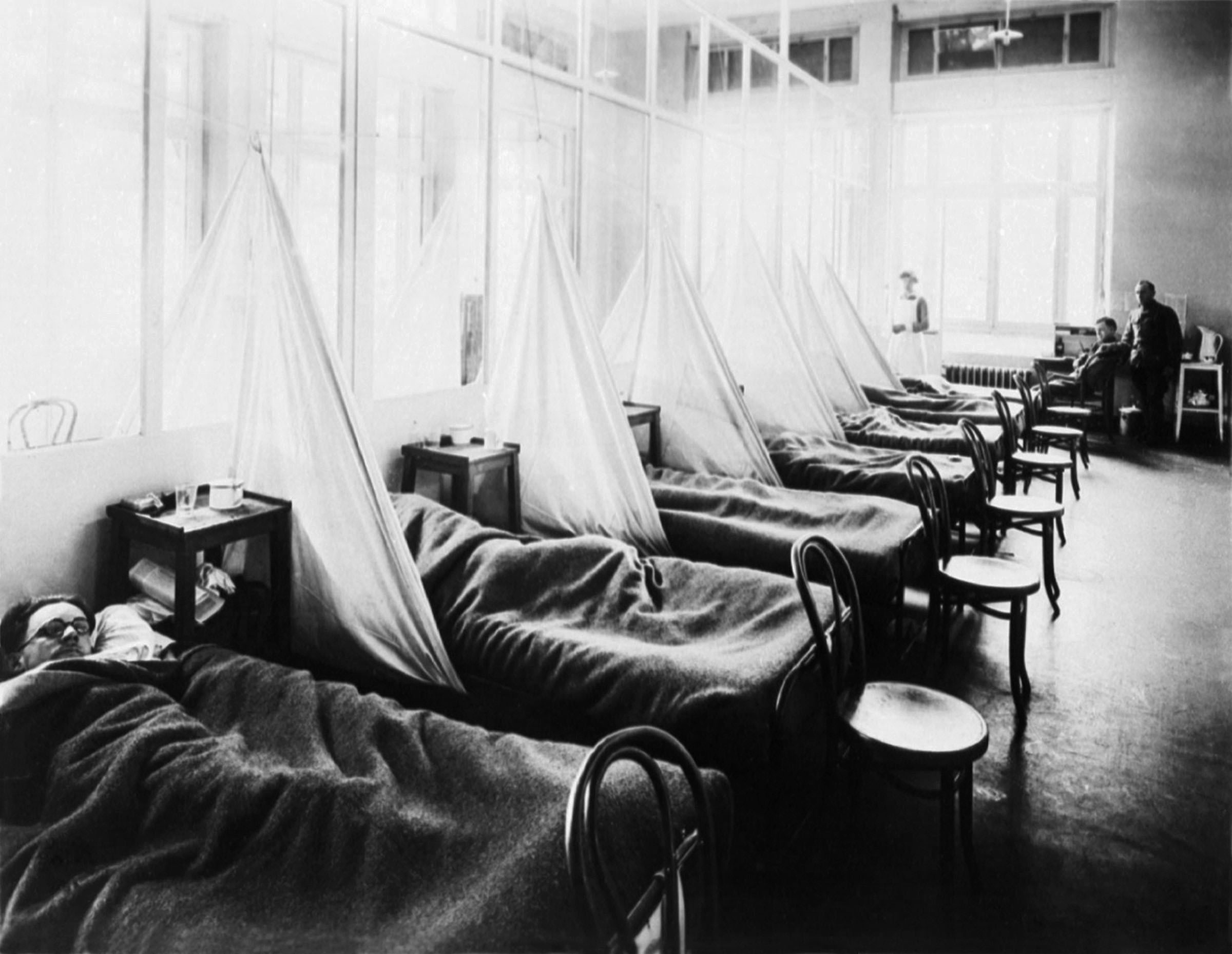
US-Soldaten auf der Grippestation in Aix-Les-Bains, ca. 1918

Kurz nach dem Ausbruch des Ersten Weltkriegs im Juli 1914 nahm Lucie Odier auf Empfehlung des Genfer Orthopäden Alfred Machard (der nicht mit dem gleichnamigen französischen Schriftsteller und Schauspieler zu verwechseln ist) eine führende Position im Pflegebereich des Militärkrankenhauses Grand Cercle in Aix-les-Bains auf, einer Gemeinde im französischen Département Savoie, rund 70 km südlich von Genf. Die Hilfslazarette in der Stadt betreuten nicht nur französische Soldaten, sondern auch Angehörige der Streitkräfte der Vereinigten Staaten.
Im Dezember 1914 kehrte Odier nach Genf zurück und kümmerte sich dort um Kriegsversehrte, nachdem sich tausende Westschweizer als Freiwillige den französischen Streitkräften angeschlossen hatten. Zugleich pflegte sie Kriegsgefangene, die aus humanitären Gründen in der Schweiz interniert wurden, da sie entweder schwerkrank bzw. -verletzt oder vergleichsweise alt waren. Darüber hinaus übernahm sie Aufgaben zur Versorgung von geflüchteten Zivilpersonen. Schliesslich widmete sie sich nach dem Ausbruch der Spanischen Grippe auch noch um die Opfer der Pandemie.

### Zwischen den Weltkriegen

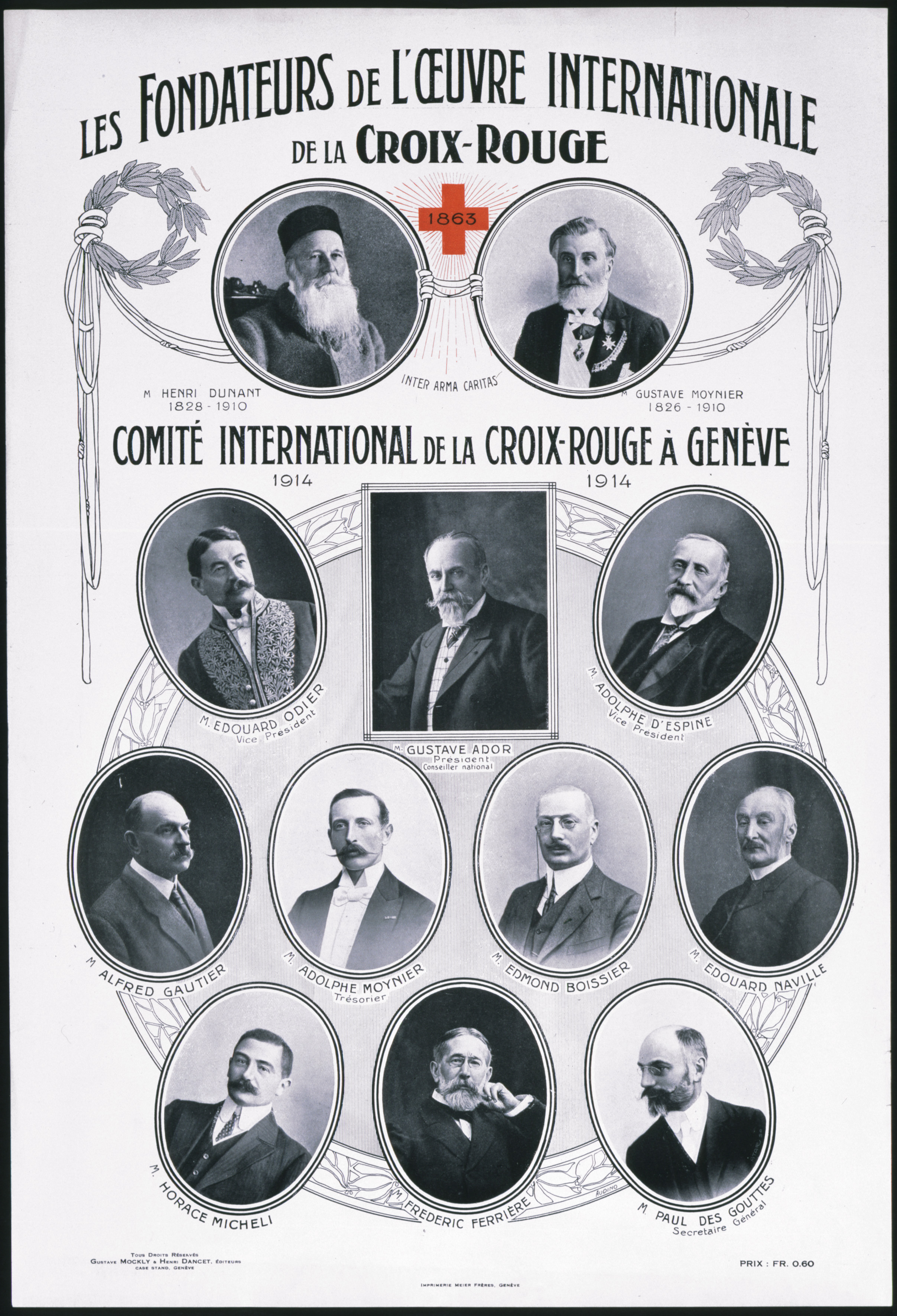
Männergesellschaft: die Gründer des IKRK in einer Collage von 1914, einschliesslich Odiers Onkel Édouard Odier (links, zweite Reihe von oben), van Berchems Onkel Édouard Naville (dritte Reihe von oben, rechts) und Suzanne Ferrières Onkel Frederic (Mitte, unten)

1920 ernannte die Genfer Sektion des Roten Kreuzes Odier im Rahmen von Bemühungen zugunsten der sozialen Hygiene (v. a. für die Eindämmung sexuell übertragbarer Erkrankungen durch die Förderung sexueller Aufklärung und Regulierung von Prostitution) zur Direktorin einer Abgabestelle für Medizin an Mittellose (Dispensaire). Dabei kümmerte sie sich als Sozialfürsorgerin auch um die Betreuung von Kindern in den Armenvierteln der Stadt. Zugleich leitete sie ein Programm für hospitierende Pflegekräfte.
Von dieser Tätigkeit aus zog es Lucie Odier offensichtlich zum IKRK, wo sie in die Fussstapfen ihres 1919 verstorbenen Onkels Édouard Odier trat. Der Jurist war eines der ersten IKRK-Gründungsmitglieder gewesen, da er der Organisation schon 1874  – kaum ein Jahrzehnt nach deren Gründung – beigetreten war. Er stieg schliesslich zum Vizepräsidenten des IKRK auf und galt auch als persönlicher Freund von dessen Präsidenten Gustave Ador (1845–1928).
Während der ersten Phase des Chinesischen Bürgerkrieges (1927–1936) verantwortete Odier die Hilfsaktionen, die das IKRK in dem Konflikt unternahm.
Im Juli 1929 repräsentierte sie das IKRK in Montreal auf dem Kongress des Weltbundes der Krankenschwestern und Krankenpfleger, der 1899 als erste internationale Organisation für Gesundheitsfachpersonen gegründet wurde und seinen Hauptsitz in Genf hatte.

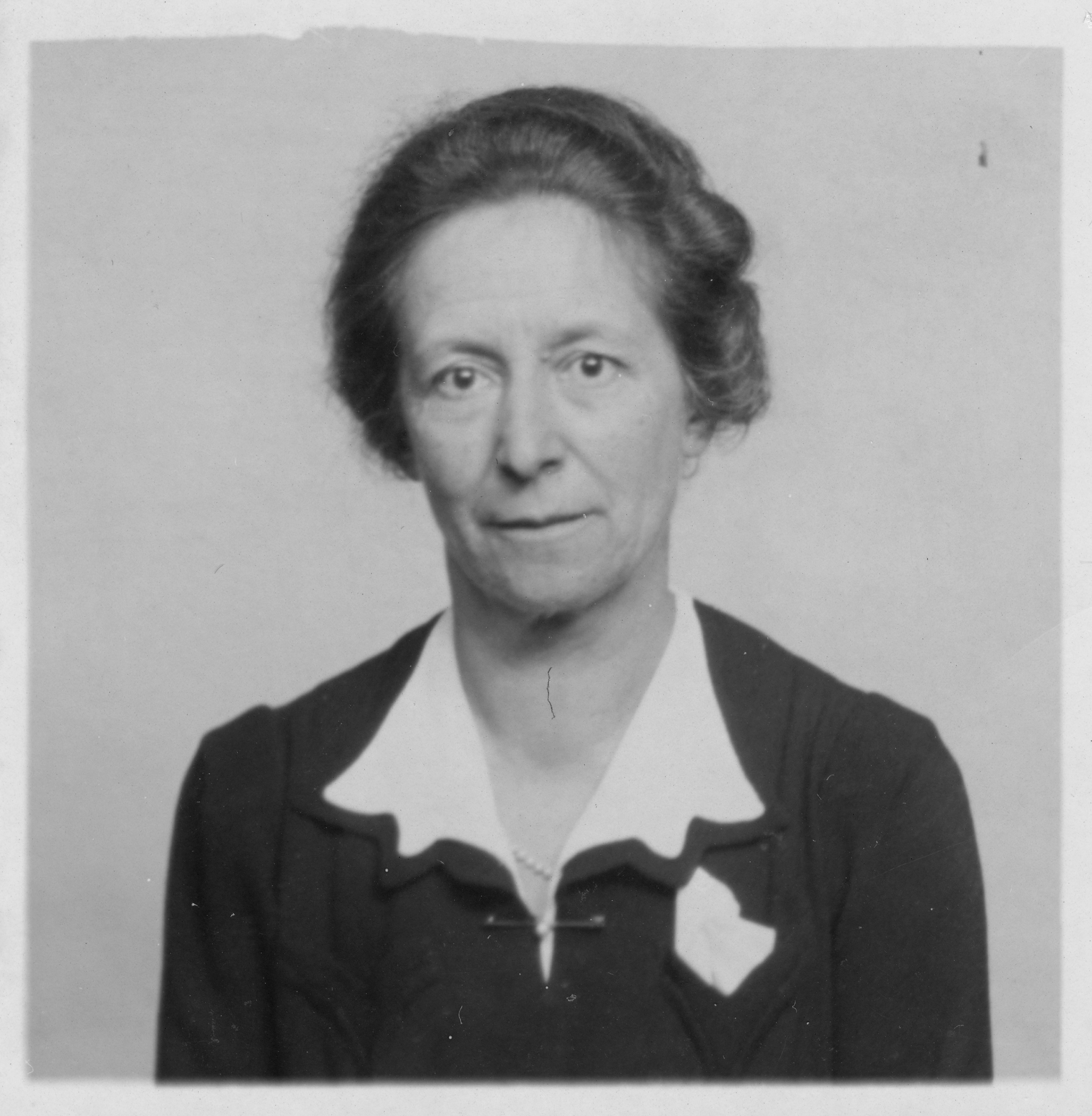
Undatiertes Foto, wahrscheinlich aus den 1930er oder frühen 1940er Jahren, aus den Sammlungen des Audiovisuellen Archivs des IKRK-Archivs

Anfang 1930 wurde Odier schliesslich als Mitglied in die Versammlung des Komitees gewählt. Damit war sie nach Marguerite Frick-Cramer (Mitglied von 1919 bis 1922, danach Ehrenmitglied bis zur erneuten Wahl 1939), Pauline Chaponnière-Chaix (1850–1934) und Suzanne Ferrière (ab 1925) überhaupt erst die vierte Frau, die jemals in das Leitungsgremium des IKRK aufgenommen wurde – 67 Jahre nach dessen Gründung.
In Oktober 1934 reiste Odier mit Frick-Cramer und einer anderen IKRK-Pionierin – Marguerite van Berchem – nach Tokio um das IKRK auf der 15. Internationalen Konferenz der Rotkreuzbewegung zu repräsentieren. Dort stellte Frick-Cramer ihren Entwurf für eine Konvention vor, die inhaftierten Zivilpersonen zumindest die gleichen Rechte zugestehen sollte wie Kriegsgefangenen. Die Konferenz akzeptierte diese Empfehlungen und beauftragte das IKRK, eine diplomatische Konferenz zu organisieren. Diese kam jedoch infolge von Einwänden der Regierungen von Frankreich und des Vereinigten Königreichs nicht zustande.
Odier engagierte sich auch als aktives Mitglied der Florence-Nightingale-Foundation. Die Stiftung wurde 1934 gegründet, um zum Andenken an die Krankenschwester und Sozialreformerin Florence Nightingale (1820–1910) – die Begründerin der modernen westlichen Krankenpflege – Fortbildungsmassnahmen für Pflegekräfte anzubieten.
Während des Spanischen Bürgerkrieges (1936–1939) leitete Odier alle Hilfsaktionen, die das IKRK in dem Konflikt durchführte. Zudem repräsentierte sie das IKRK im Juni 1938 auf der 16. Internationalen Konferenz der Rotkreuzbewegung in London, an der die beiden rivalisierenden Nationalen Rotkreuzgesellschaften aus Spanien teilnahmen.
Auch als das faschistische Königreich Italien von 1935 bis 1937 mit dem Abessinienkrieg einen völkerrechtswidrigen Angriffs- und Eroberungskrieg gegen das ostafrikanische Kaiserreich Abessinien führte, war Odier an den Hilfsaktionen des IKRK beteiligt. Als dieses im März 1936 Berichte des Delegierten und Arztes Marcel Junod über den italienischen Einsatz von Giftgas in Korem erhielt, gehörte Odier zu der Gruppe innerhalb der Führung, die sich für einen öffentlichen Protest einsetzte. Sie traf bereits entsprechende Vorbereitungen, aber letztlich setzte sich die Fraktion um IKRK-Präsident Max Huber durch, die in der Sache letztlich nur einen zurückhaltend höflichen Brief an das Italienische Rote Kreuz schickte.
Wenige Tage nach dem Anschluss Österreichs an das Deutsche Reich am 12. März 1938 erhielt Odier von der im Schweizer Exil lebenden österreichischen Schauspielerin Prinzessin Nora von Starhemberg, die mit dem ehemaligen Vizekanzler und Heimwehrführer Ernst Rüdiger Starhemberg verheiratet war, eine List mit den Namen von 49 Vermissten und / oder Inhaftierten. Allerdings stoppte Präsident Huber alle Bemühungen von Odier und ihrer Kollegin Suzanne Ferrière, beim Deutschen Roten Kreuz nach Informationen über diese Menschen anzufragen.

### Zweiter Weltkrieg

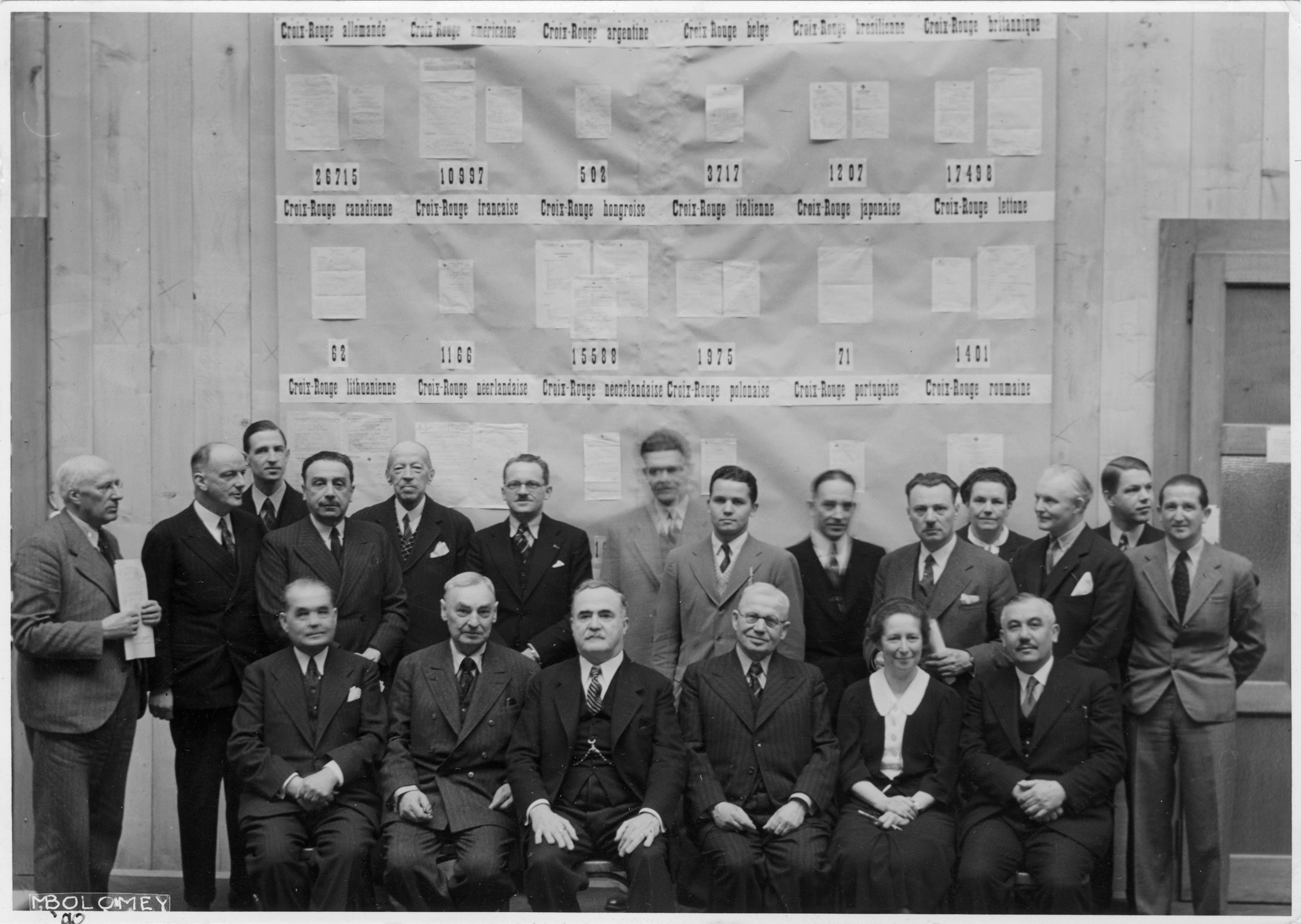
Gruppenbild mit zwei Damen: Odier, zweite von rechts in der vorderen Reihe mit Max Huber, dritter von links, und Marguerite Frick-Cramer in der hinteren Reihe, vierte von rechts, während eines Treffens mit Vertretern Nationaler Rotkreuzgesellschaften aus nicht-kriegsführenden Ländern (1940)

Nach dem Beginn des Zweiten Weltkriegs leitete Odier den Aufbau des IKRK-Büros für Nothilfe und später einer ganzen Abteilung für Nothilfe. Dabei arbeitete sie eng mit Renée Bordier (1902–2000) zusammen, die ebenfalls aus einer alten Familie von Bankiers (Bordier & Cie) stammte und 1938 das fünfte weibliche IKRK-Mitglied in der Geschichte der Organisation wurde. Die beiden ausgebildeten Krankenschwestern hatten schon bei der Hilfe für die Opfer des Spanischen Bürgerkrieges kooperiert.

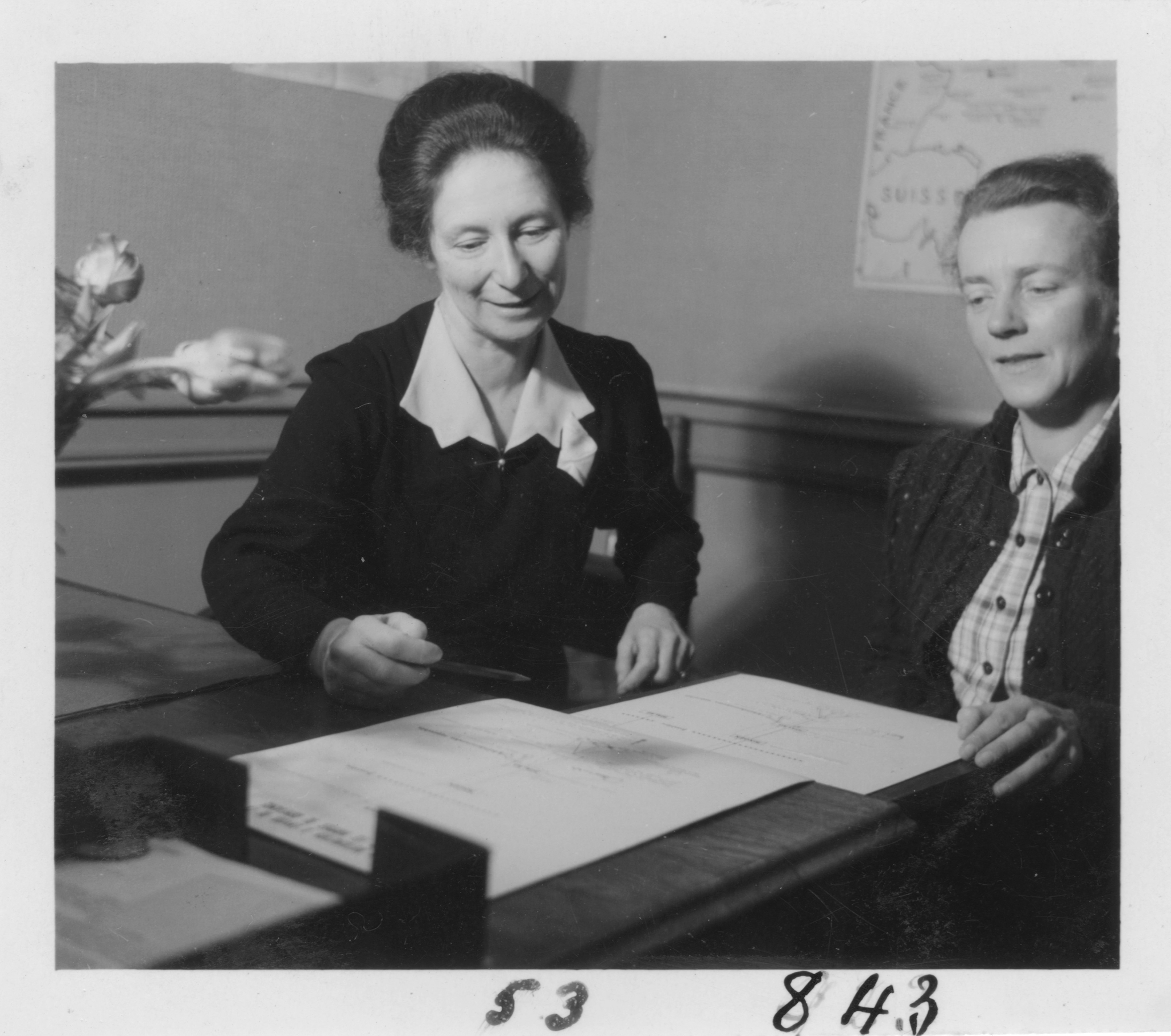
Odier (links) und Bordier 1942

Im August 1940 riskierte Odier ihr Leben, als sie mit Marcel Junod während der Luftschlacht um England nach London flog. Dort besuchten sie zwei Wochen lang britische Lager für Kriegsgefangene und inhaftierte Zivilpersonen. Nach ihrer Rückkehr berichtete sie, die britische Behörden hätten kein Vertrauen mehr, dass sich die verfeindeten Achsenmächte an die Genfer Konventionen halten würden. Trotzdem gelang es ihr, sie davon zu überzeugen, ihre Blockade von Nahrungsmittellieferungen an Kriegsgefangene in Deutschland aufzuheben.

Odier galt weithin als Mitglied der Fraktion der Idealisten innerhalb der IKRK-Führung, die jedoch schrittweise an Einfluss gegenüber der Fraktion der "Pragmatiker" einbüsste. Letztere Gruppe wurde von Huber angeführt, der zugleich auch private Geschäfte in der Rüstungsindustrie betrieb. Odier hingegen wurde
«in ihrem Kollegium geschätzt für ihren humanitären Geist, ihre Hingabe, ihren gesunden Menschenverstand, ihren Mut und ihre Beharrlichkeit. Diese Eigenschaften machten sie nicht zu einem bequemen, sondern eher zu einem herausfordernden Mitglied. Carl Jacob Burckhardt betrachtete sie als ‹unintelligent und gefährlich eigensinnig in heiklen Angelegenheiten›. […] Odier stellte zahlreiche Male mutigerweise Handlungsweisen in Frage, die ihr nicht richtig erschienen, insbesondere wenn juristische Erwägungen stärker gewichtet wurden als grundsätziche humanitäre Sorgen.»

Dem Historiker Jean-Claude Favez zufolge war Odier eines der IKRK-Mitglieder, die bereits im August oder September 1942 durch Gerhart Riegner vom Genfer Büro des Jüdischen Weltkongresses über alarmierende Berichte informiert wurden, wonach Nazi-Deutschland die europäischen Juden systematisch ermorden wollte.  Spätestens im Herbst des gleichen Jahres erhielt die IKRK-Führung weitere Berichte über die sogenannte Endlösung in Osteuropa. In der Vollversammlung des IKRK am 14. Oktober sprach sich eine Mehrheit der rund zwei Dutzend IKRK-Mitglieder – einschließlich Odier – für einen öffentlichen Protest als ultimative Intervention aus. Odier erklärte:
«Wenn wir nichts unternehmen, wird dies unsere Nachkriegsaktivitäten kompromittieren, weil unser Schweigen als Duldung interpretiert würde.»
Trotzdem lehnten Burckhardt – der 1944 Huber als IKRK-Präsident nachfolgte – und der Schweizer Bundespräsident Philipp Etter dieses Ansinnen entschieden ab. Odier räumte später ein, dass jedes Mitglied des Komitees unter diesem Schweigen litt. In der Folge verlor sie an Einfluss in der Organisation: als das Exekutivkomitee eine Spezialabteilung für Hilfen an internierte Zivilpersonen einrichtete, wurde Odier trotz ihrer Expertise aussen vor gelassen. Gleiches galt für ihre ebenfalls unbequemen Kolleginnen Ferrière und Frick-Cramer.
Anfang 1943 unternahmen Odier und Ferrière eine dreimonatige Mission nach Nahost und Afrika, um die Bedingungen für dort internierte Zivilpersonen zu inspizieren, u. a. in Istanbul, Ankara, Kairo, Jerusalem, Beirut, Johannesburg, Salisbury und Nairobi. Im gleichen Jahr besuchte sie Berlin, als die alliierte Luftstreitkräfte dort einen ihrer ersten Grossangriffe flogen.

Ende 1944 ehrte das Norwegische Nobelkomitee das IKRK mit seinem zweiten Friedensnobelpreis nach 1917. Wie im Ersten Weltkrieg war dies der erste Preis überhaupt, den es nach Kriegsbeginn vergab. Odier hatte ihren Beitrag zu dem geleistet, was die Jury in Oslo würdigte, nämlich
«die grossartige Arbeit, die das IKRK während des Krieges für die Menschheit leistete».

### Nach 1945

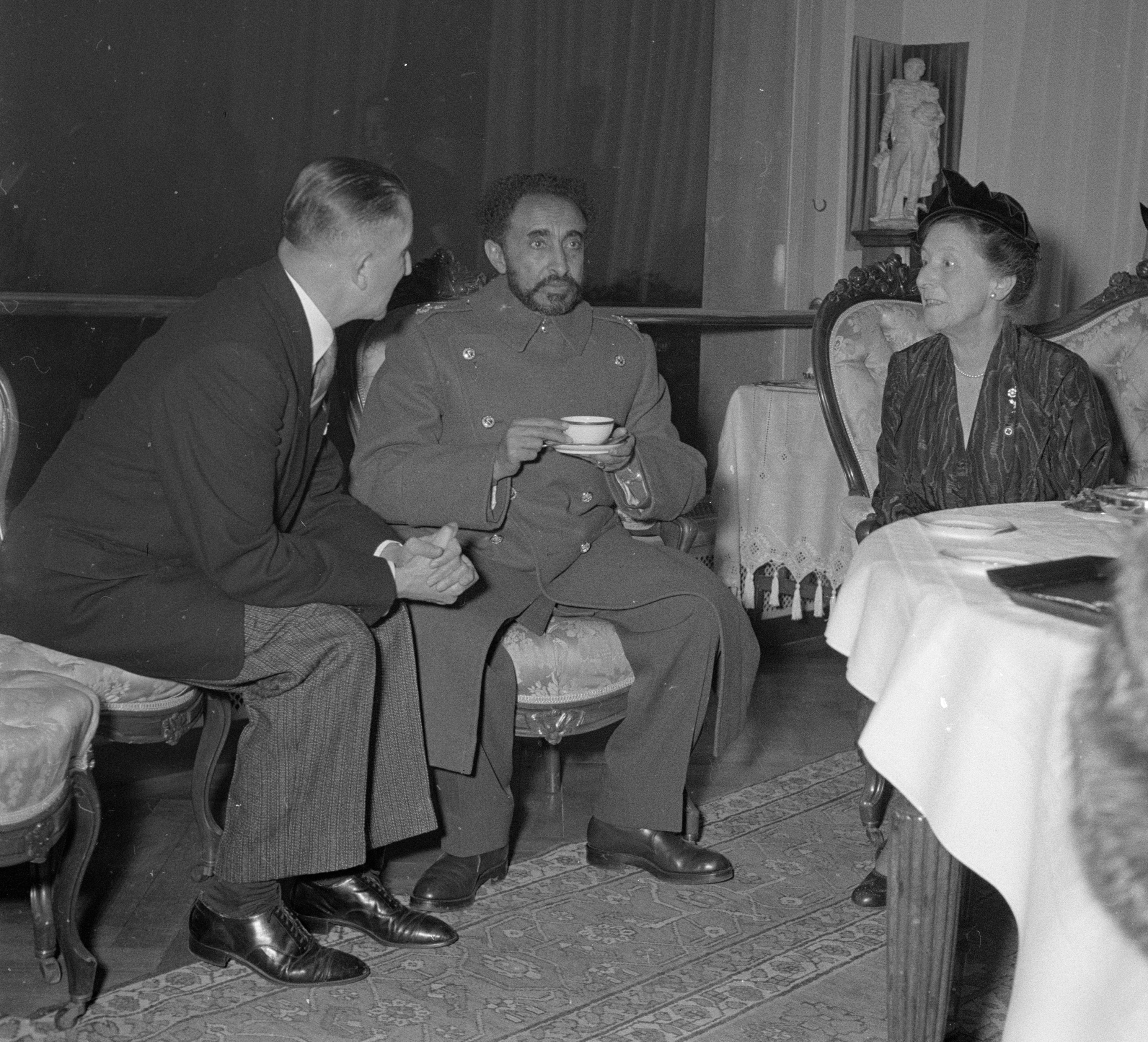
Odier 1954 mit Marcel Junod bei einem Besuch des äthiopischen Kaisers Haile Selassie in Genf

Noch 1945, am Ende des Zweiten Weltkrieges, reiste Odier nach Oberitalien, um den dortigen Krankenhäusern bei der Sorge für die rückkehrende Geflüchtete zu helfen. Dabei handelte es sich vor allem um italienische Kriegsgefangene und Zivilinternierte, die als sogenannte Fremdarbeiter nach Deutschland verschleppt worden waren. Beim Überqueren der Alpen waren tausende von ihnen am Brennerpass von einem Kälteeinbruch überrascht worden, woraufhin Odier einen medizinischen Hilfskonvoi organisierte.
In den folgenden Jahren konzentrierte sie sich wieder auf Herausforderungen um die Ausbildung von Pflege- und Hilfskräften in den Heilberufen wie auch um medizinische Ausrüstungen. Dazu verfasste sie eine Reihe von Veröffentlichungen, die in mehrere Sprachen übersetzt wurden. Darüber hinaus weitete sie ihr Engagement auf Fragen um die Rehabilitation von Menschen mit Behinderungen aus.

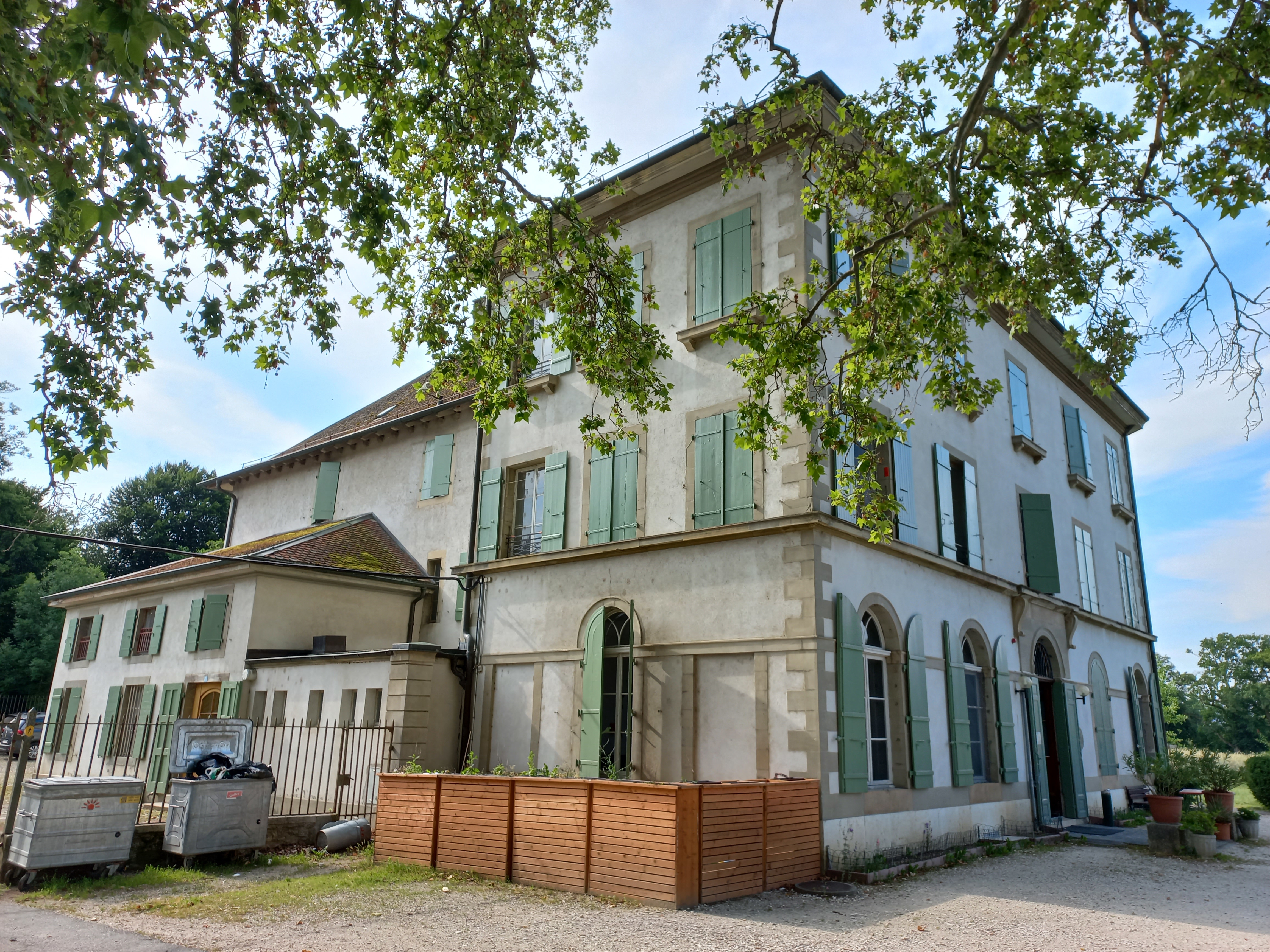
Das Heim in Presinge

Im August 1948 repräsentierte Odier das IKRK auf der 17. Internationalen Konferenz der Rotkreuz- und Rothalbmondbewegung in Stockholm. Vier Jahre, im Juli und August 1952, nahm sie an der 18. Internationalen Konferenz in Toronto teil. Und:
«Sie trug viel dazu bei, die Beziehungen zwischen dem IKRK und den internationalen Vereinigungen in der Krankenpflege zu pflegen, die Odier als ein Vorbild und Anführerin betrachteten»
1960 erhielt Odier die Goldmedaille des IKRK und war damit erst die dritte Person nach Huber und Jacques Chenevière, der jemals diese Ehre zuteilwurde. Im folgenden Jahr gab Odier ihren Rücktritt als IKRK-Mitglied aus Altersgründen bekannt. Daraufhin wurde sie nicht nur zum Ehrenmitglied, sondern – als erste Frau – auch zur Ehrenvizepräsidentin gewählt.
1963 sprach das Nobelkomitee dem IKRK seinen dritten Friedensnobelpreis nach 1917 und 1944 zu. Es ist damit bis heute die einzige Organisation, die derart oft diese höchste Ehrung erhalten hat. Als Mitglied der IKRK-Versammlung hatte Odier auch zu dieser Auszeichnung ihren Beitrag geleistet.

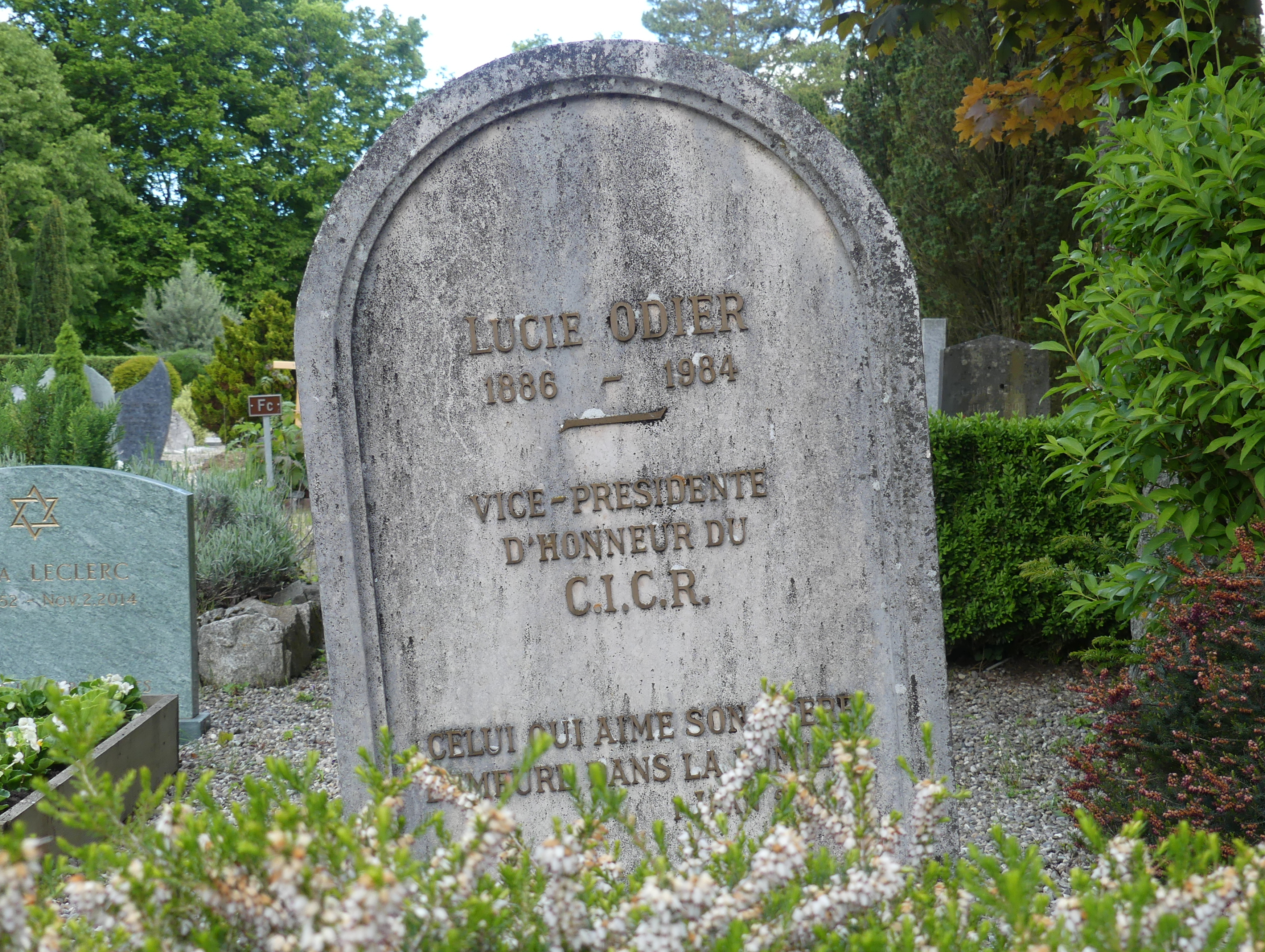
Odiers Grab

Odier lebte bis in ihr neuntes Lebensjahrzehnt in der Rue de l'Athénée, die als eine der teuersten Strassen von Genf gilt, und zog dann in das Haus der Berner Diakonissen in Presinge, einer ländlichen Gemeinde im nordöstlichen Teil des Kantons Genf. Als sie in ihrem 99. Lebensjahr starb, nannte das Journal de Genève sie die «grande dame» des IKRK. Die Zeitschrift The International Review of the Red Cross schrieb in ihrem Nachruf:
«Alle, die das Privileg hatten, diese grossartige Dame zu kennen und mit ihr zu arbeiten, preisten ihre Hingabe, Beharrlichkeit, Begeisterung, unprätentiöse Art und ihren Mut. Sie erinnern sich an sie mit Zuneigung und Dankbarkeit.»
Anlässlich ihre hundertsten Geburtstages veröffentlichte das Journal de Genève eine Hommage an, in welcher der Verfasser ihre «extreme Bescheidenheit» hervorhob.

Odier ist in Cologny – einer der reichsten Gemeinden im Kanton Genf – begraben, wo ebenfalls frühere IKRK-Kollegen wie Gustave Ador und Marguerite Gautier-van Berchem ihre letzten Ruhestätten fanden. Ihr Grabstein trägt eine Zeile aus dem ersten Brief des Johannes (2:10):
CELUI QUI AIME SON FRÈRE DEMEURE DANS LA LUMIÈRE  ("Wer seinen Bruder liebt, bleibt im Licht")

## Schriften (Auswahl)
- Einige Ratschläge an Krankenschwestern. Genf : IKRK, 1950
- Das zur Pflege der Verwundeten und Kranken der Heere eingesetzte Sanitätspersonal (Ausbildung, Tätigkeit, Satzung und Anstellungsbedingungen). Genf : IKRK, September 1953